# クレイ兄弟
ロナルド・"ロニー"・クレイ(英語: Ronald "Ronnie" Kray、1933年10月24日 – 1995年3月17日)とレジナルド・"レジー"・クレイ(英語: Reginald "Reggie" Kray、1933年10月24日 – 2000年10月1日)の双子の兄弟はイングランドのギャングであり、1950年代から1960年代にかけて、ロンドンのイーストエンド随一の犯罪者であった。彼らの一味、ザ・ファームとともにクレイ兄弟は強盗、放火、取り立て、暴行、「ザ・ハット」("the Hat")ことジャック・マクビティ及びジョージ・コーネルの殺害に関わった。

## 幼少期
ロニーとレジーは1933年10月24日に東ロンドンのホクストンでくず屋のチャールズ・デビッド・クレイ（1907年3月10日 - 1983年3月8日）とヴァイオレット・アニー・リーの間に生まれた。 彼らは一卵性双生児でレジーはロニーの10分前に生まれた。両親の間には既に当時6歳になる息子のチャールズ・ジェームズ（1927年7月9日 - 2000年4月4日）がおり、1929年に生まれた姉のヴァイオレットもいたが、幼少期に亡くなっている。
兄弟はのちにアマチュアボクシングを始めたが、英国軍に徴兵された。兄弟は無許可で軍を離れたため逮捕され、投獄された。

## 犯罪歴

### ナイトクラブのオーナー
彼らは犯罪歴と不名誉除隊によってボクシングキャリアの終わりを迎えた。そしてクレイ兄弟は犯罪に全てを傾けることとなった。彼らはベスナル・グリーンにある業績不振のスヌーカークラブを買い取り、そこで彼らはみかじめ料の取り立てを始めた。1950年代後半、クレイ兄弟はリヴァプールにいるジェイ・マリーの元で働いていた。そして、ハイジャック、強盗、放火に関わり、他所のクラブや財産を奪い取った。1960年にロニーは連続したみかじめ料の取り立てと関連する脅迫のため18か月投獄された。ロニーが投獄されている間、暴力団組織の長であるピーター・ラックマンはウィルトン・プレイスのナイツブリッジ側にあるジョーンズキッチンというレストランの隣に店を構えるエスメラルダスバーンというナイトクラブをレジーに受け渡した。現在その場所にはバークリーホテルが建っている。犯罪行為かつウエスト・エンドで有名人になったことによってクレイ兄弟の影響力は増大した。クレイ兄弟は、南ロンドンを本拠地とするライバルのリチャードソンから身を兄弟に保護されたいと望んでいたアラン・クーパーという銀行家からサポートを受けていた。

### セレブの地位
1960年代、クレイ兄弟は成功者かつ魅力的で有名なナイトクラブオーナーとして、スウィンギング・ロンドンシーンの一つとして広く認知された。彼らの名声の大半はセレブリティ界の人気者としての非犯罪活動によるものだった。デイビッド・ベイリーに何度も撮影されたり、貴族、下院議員、社交界の著名人や芸能人ではジョージ・ラフト、ジュディ・ガーランド、ダイアナ・ドース、バーバラ・ウィンザーなどを含めた俳優や歌手のフランク・シナトラとの付き合いもあった。

### ブースビー卿とトム・ドライバーグ
ロニーが保守党員のブースビー卿ロバートとの性関係があったとタブロイド紙である『サンデイ・ミラー』で暴露されたことでクレイ兄弟は注目を浴びた。 匿名であったが、クレイ兄弟は関係しているジャーナリストを脅迫し、ブースビーは訴えると脅迫した。そして新聞社は記事を取り消した。新聞社は編集者をクビにし、謝罪文を掲載、ブースビーに4万ポンドの示談金を支払った。これによって他の新聞社はクレイ兄弟の人間関係や、犯罪活動について掲載しようとしなくなった。それから長い年月が経ち、4チャンネルは、疑惑がある程度本当であったということを確立し、The Gangster and the Pervert Peer (2009)という題名のドキュメンタリーを放映した。
警察はあらゆる出来事においてクレイ兄弟を調査したが、クレイ兄弟が暴力的だといううわさによって証人たちは証言するのをおそれざるを得なかった。二大政党の間でも問題はあり、保守党はブースビーの関係がもう一度公表されることにおそれて警察にクレイ兄弟の勢力を止めさせる後押しをしようとしなかった。労働党議員のトム・ドライバーグもまた、ロニーと関係を持っていたとうわさされていた。

### ジョージ・コーネルの殺害

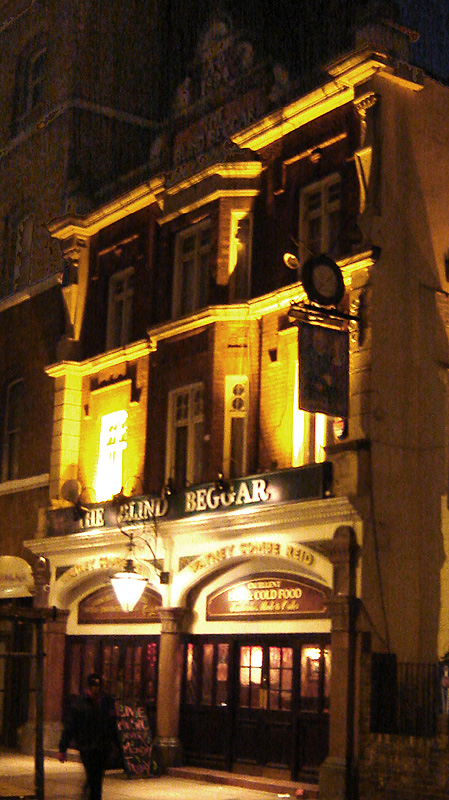
ブラインド・ベガーパブ（2000年）

ロニー・クレイはライバルギャングのリーダーたちを率いているリチャードソン一味の一人、ジョージ・コーネルを射殺した。1966年3月9日にホワイトチャペルのブラインド・ベガーパブで殺人事件は起きた。コーネルは午前3時に病院で息を引き取った。
ロニー・クレイはこの殺人事件時にはすでに統合失調症を患っていた。
1966年3月8日、カットフォードのミスター・スミス・クラブでロニーと関係のあったリチャード・ハートは殺された。ジョージ・コーネルはロニーからハート殺害に重要な役割を持っていたのではないかと疑われた。しかし、裁判では、ロニーはコーネルがクレイ兄弟を脅迫していたことを殺人の原因であると主張した。

### 「ザ・ハット」ことジャック・マクビティの殺害
レジーは1967年10月、彼の妻であるフランセスが自殺した4か月後に兄弟からジャック・マクビティ（またの名をザ・ハット）を殺すようけしかけられた。クレイ組織の小者であるマクビティはあらかじめ1,000ポンドの支払いを受けていた契約、レスリー・ペインを殺す任務に失敗した。マクビティはストーク・ニューイントンにあるイブニングロードの地下室での虚偽のパーティーに招待された。中に入り、彼はロニーが居間に座っているのを見かけた。ロニーは彼に接近し、マクビティに暴言を吐き、彼の眼の下をガラスの破片で切り裂いた。クレイ兄弟とマクビティの論争はそこから勃発したと思われる。論争がさらにヒートアップし、レジーはマクビティの頭部に銃口を向け、引き金を2回ひいた。しかし弾は発射されなかった。トニー・ランブリアヌの伝記によると、レジーはジャックを突き刺し、マクビティの死体は二度と発見されることはなかった。

### 逮捕と裁判

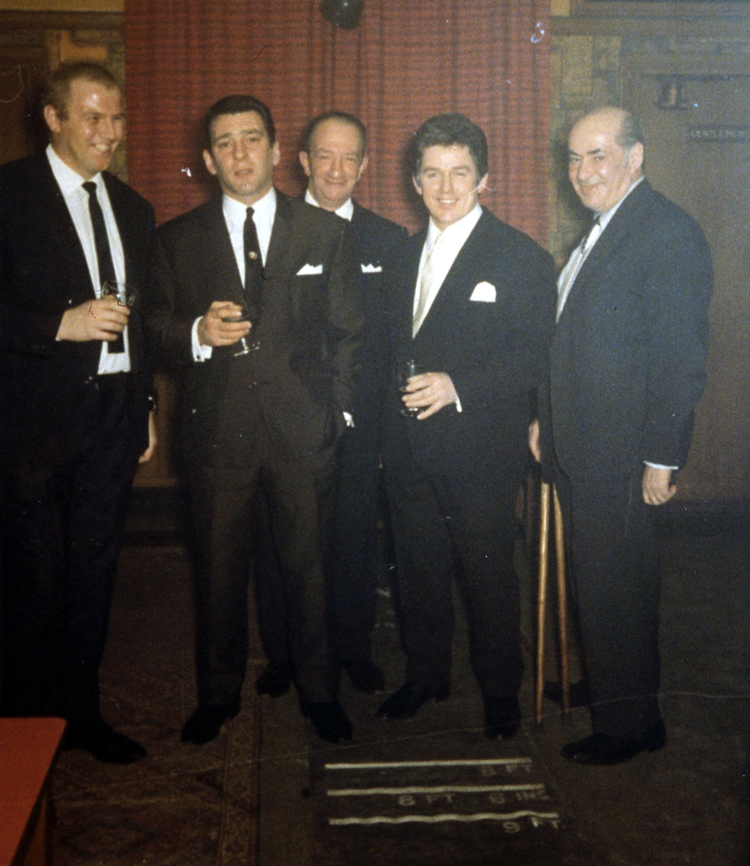
ロンドンのギャングレジナルドクレイ(左から2番目)が1968年に彼の裁判へ向かうまでの数か月の間に撮られた写真。このデータと他のデータからの証拠が彼と彼の兄弟であるロナルドが終身刑の判決を下される原因となった。

スコットランドヤードのレナード・リード（またの名をニッパー）警部は刑事捜査課に昇進し、彼の初めての任務はクレイ兄弟を逮捕することであった。1967年、リードはクレイ兄弟を追跡したが、しばしばイーストエンドでの警察に誰も情報を与えないという「沈黙の壁」に衝突した。 それでも、リードは1967年の終わりにクレイ兄弟に対する十分な証拠を集めていった。

### 有罪判決と投獄
1968年5月8日、クレイ兄弟と組織のメンバー15人は捕まった。どちらも無期懲役を言い渡され、コーネルとマクビティを殺したことによって非仮釈放期間は30年であった。これまで最も長い判決はロンドンの中央裁判所、オールド・ベイリーで判決された殺人罪であった。 彼らの兄弟であるチャーリーは彼が起こした殺人事件で10年間投獄された。

## 私生活
ロビン・マクギボンが書いた本のMy storyとThe Kray Tapesにおいて、ロニーは「私はバイセクシャルだ。ゲイではない。バイセクシャルだ。」と答えている。ロニーは1960年代に約3年間交際していたモニカという女性と結婚することを計画していた。ロニーは彼女を「今まで見てきた女性の中で一番美しい女性」と言っていた。モニカと結婚する機会を得る前にロニーは逮捕された。モニカはロニーの元彼と結婚したにもかかわらず、ロニーは投獄中の1968年の5月から12月までの間に彼女に59枚もの手紙を送ったことが彼がまだ彼女に思いを寄せていることを示している。彼の彼女への愛は明確であった。これらの手紙は2010年に競売にかけられた。ロニーはその後二度結婚した。1985年にエレン・ミルダナとブラッドムーアチャペルで結婚し、その後1989年に離婚した。次にケイト・ハワードと結婚したが1994年に離婚している。
1997年にレジーは投獄時に出会ったロバータ・ジョーンズと結婚した。彼女はロニーについて作られていた映画の宣伝をする手助けをしていた。

## 二人の死

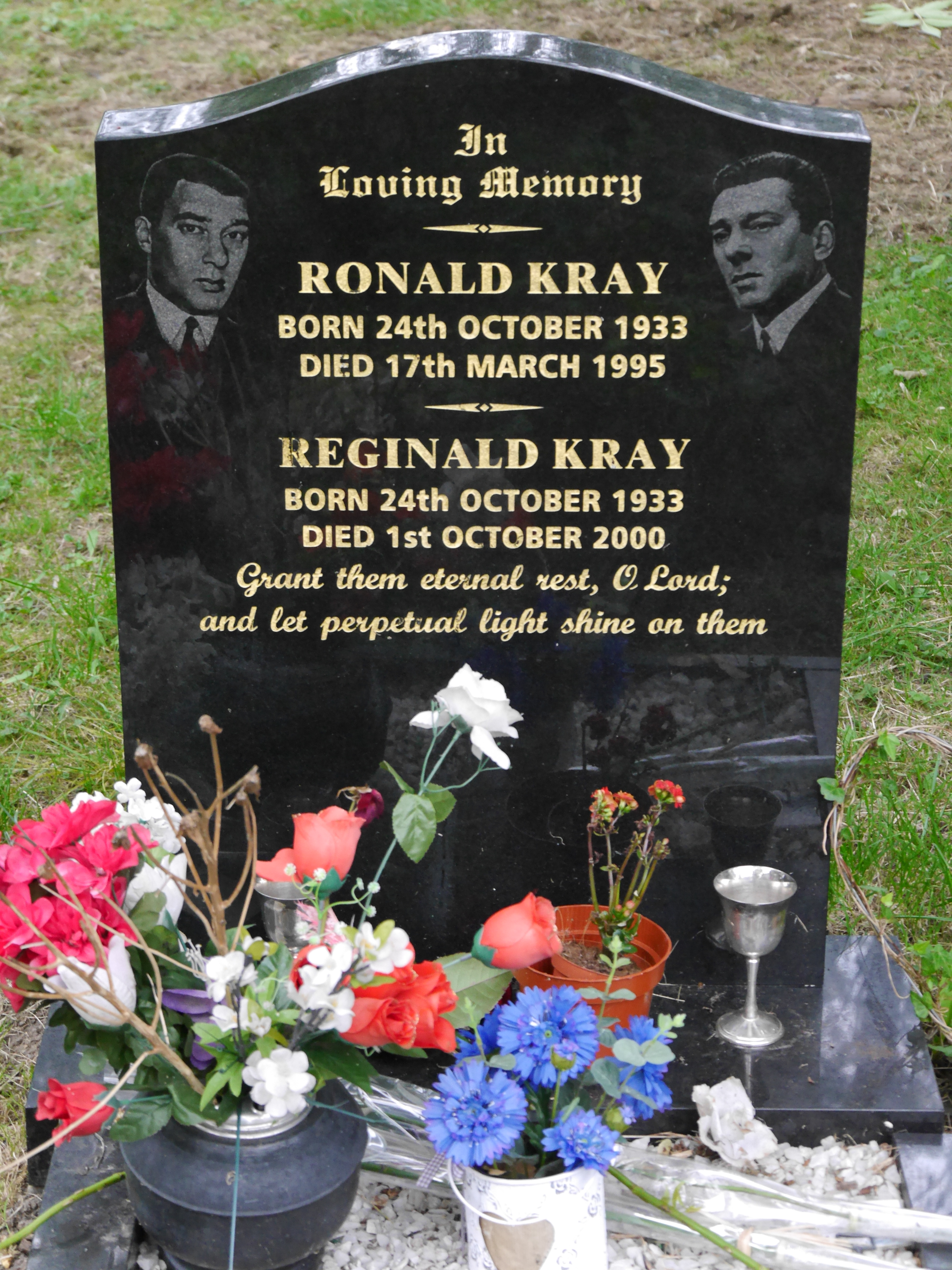
チングフォード・マウント墓地にある、墓碑

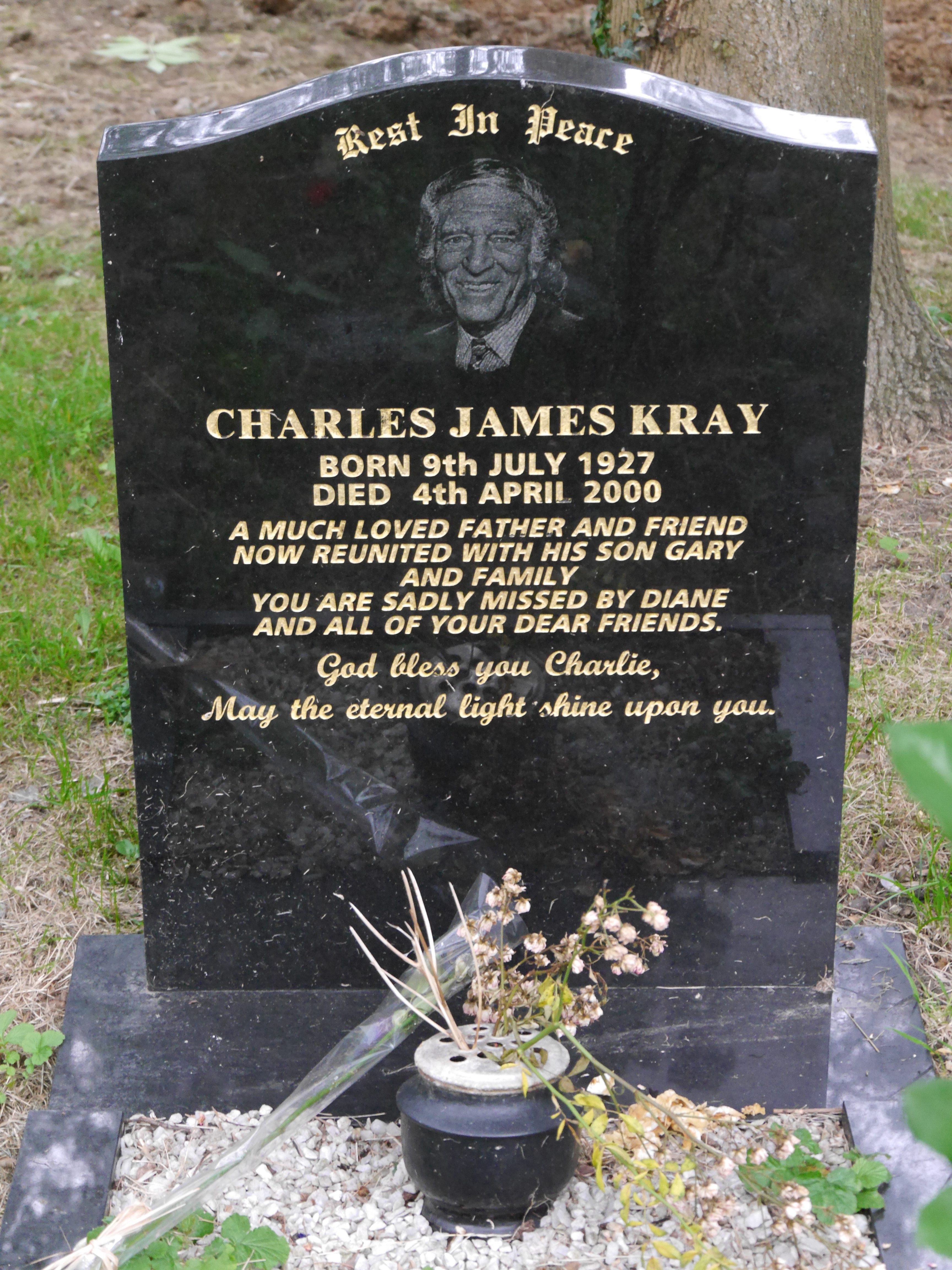
双子たちの兄であるチャールズ・ジェームズ・クレイの墓碑

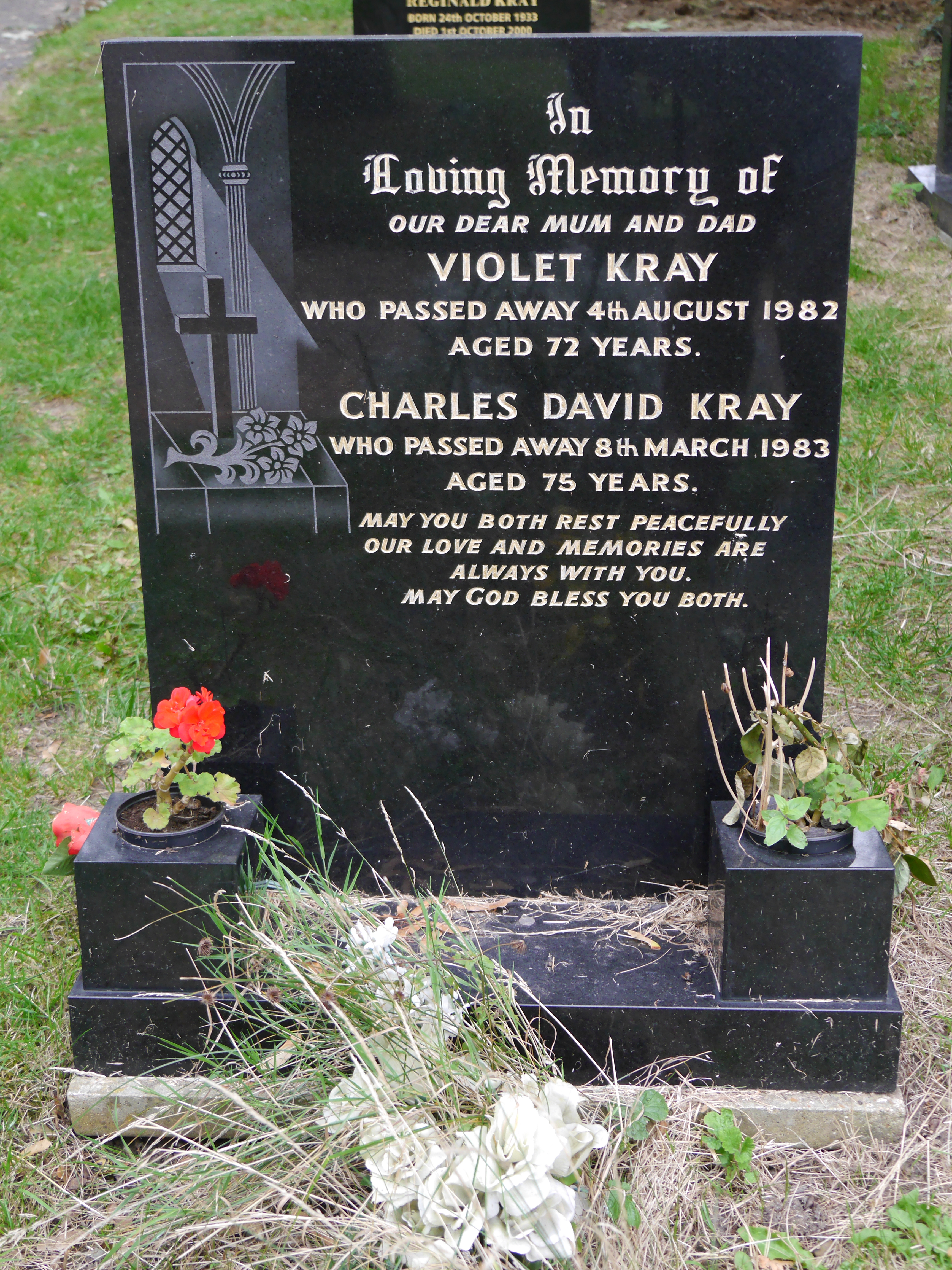
双子たちの両親であるチャールズ・デイビッドとバイオレットの墓碑

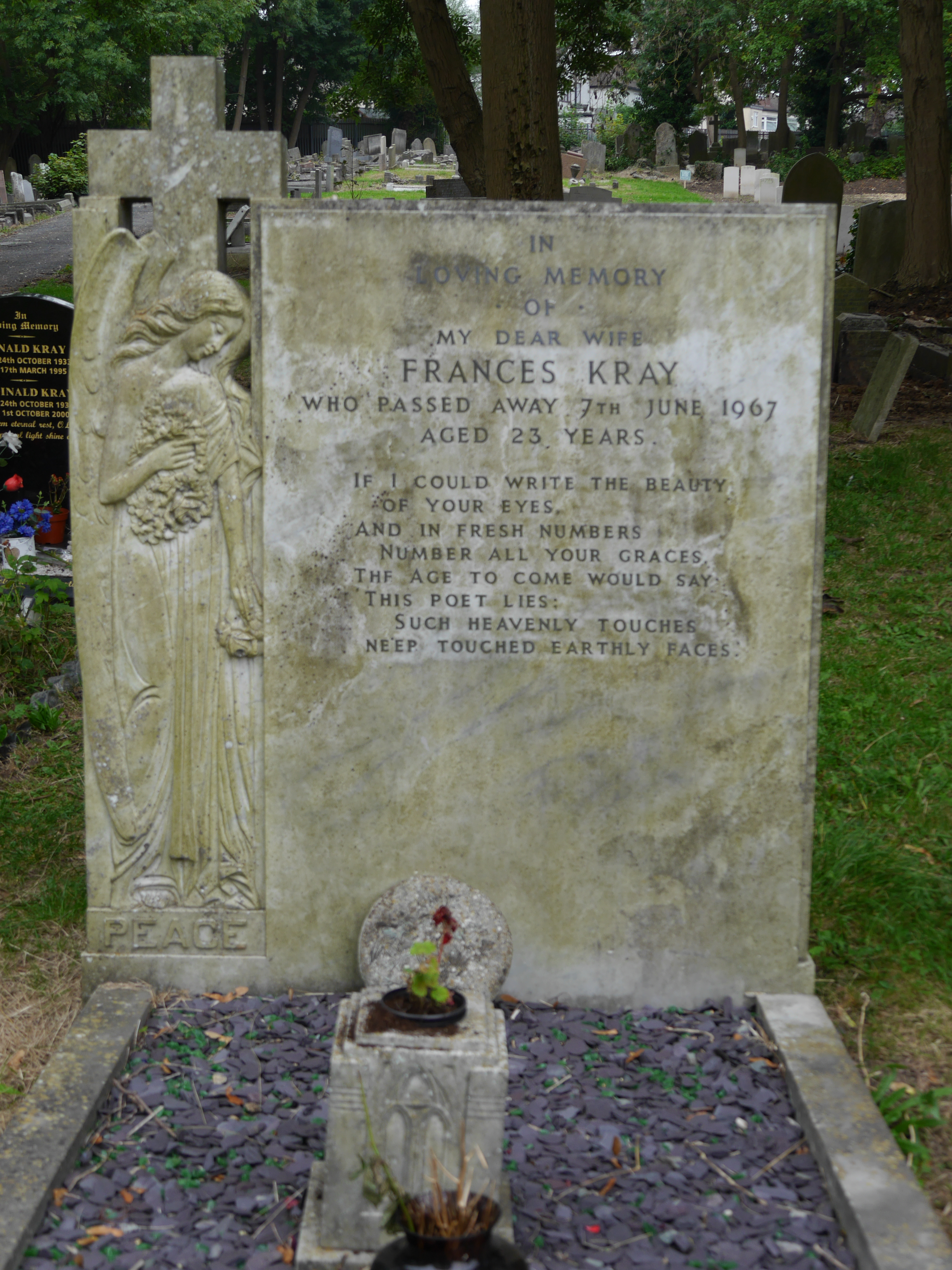
レジーの最初の結婚相手であるフランセス・シェイの墓碑

ブラッドムーアの囚人病院で服役していたロニーは、バークシャー、スラウにあるウェクサムパーク病院にて1995年3月17日、61歳で心臓発作で亡くなった。
投獄中レジーはキリスト教徒として新生した。レジーは1963年に宣告された懲役30年より多く服役し、2000年8月26日にウェイランドで自由の身となった。レジーは手術不可能である膀胱癌を患い、人道的配慮の観点から66歳で釈放された。レジーは2000年9月22日にノリッジ病院を去り、人生最後の週を1967年7月にメイドストーン刑務所で結婚した妻のロバータとノリッジのタウンハウスホテルのスイートルームで過ごした。2000年10月1日、レジーは眠りながら息を引き取った。10日後、レジーはチングフォード・マウント墓地でロニーの隣に埋葬された。

## 大衆文化

### 映画
- The Krays (1990) - スパンダー・バレエのゲイリー&マーティン・ケンプ兄弟がクレイ兄弟を演じている。
- 『UKコネクション』 - ケヴィン・レスリーとサイモン・コットンがそれぞれレジーとロニーを演じている。
  - 前編『伝説の幕開け（英語版）』(The Rise of the Krays、2015)
  - 後編『狂気と破滅（英語版）』(The Fall of the Krays、2016)
- 『レジェンド 狂気の美学』(Legend、2016) - トム・ハーディが一人二役でクレイ兄弟を演じている。

### 音楽
- ロニー・クレイはブラーの曲、 『チャームレス・マン』（"Charmless Man"の歌詞で 「彼はロニー・クレイになりたかったんだと思う」と名を挙げられた。
- レイ・デイヴィスは彼の"London"という曲の中で「…そしてクレイ兄弟を忘れるな」という歌詞を繰り返し、その後 「クレイ兄弟はとても危険な人間だ」という歌詞を付け加えた。
- 元ザ・スミスのメンバーであるモリッシーは自身の楽曲"The Last of the Famous International Playboys"(アルバム『ボナ・ドラッグ』に収録) で 「レジー・クレイ、私の名前を知っているか」 と 「ロニー・クレイ、私の顔を知っているか」とクレイ兄弟それぞれについて述べた。そして2000年、レジーの葬儀ではモリッシーが花冠を送ったと言われている[28]。

### テレビ番組
- 『空飛ぶモンティ・パイソン』の第2シリーズ第1話の『恐怖のピラニア兄弟』（原題：Piranha Brothers）で取り上げられる双子のギャング・ピラニア兄弟はクレイ兄弟を基にしている。